# Tchar
Le Tchar  (en russe : Чар) est une rivière du Kazakhstan, qui coule sur le territoire de l'oblys d'Abay (avant 2022, oblys du Kazakhstan-Oriental). C'est un affluent de l'Irtych dans lequel il se jette en rive gauche. C'est donc un sous-affluent de l'Ob.

## Géographie
Le Tchar prend naissance dans la vaste région de hauteurs qui prolongent l'Altaï vers l'ouest, qui descendent progressivement vers le Kazakhstan central, et qui constituent le rebord sud-ouest du bassin de l'Irtych. Le cours de la rivière est globalement orienté du sud-est vers le nord-ouest puis franchement vers le nord en direction de l'Irtych. Il se jette dans ce dernier en rive gauche, une quarantaine de km en amont de la ville de Semeï. 
Son bassin versant couvre environ 14 000 kilomètres carrés (ce qui équivaut à près de la moitié du territoire de la Belgique).

## Hydrométrie - Les débits mensuels à Karpovka
Le Tchar est une rivière peu abondante et extrêmement irrégulière. 
Son débit a été observé pendant 10 ans (1978 - 1987) à Karpovka, petite localité située à quelque 52 km de son confluent avec l'Irtych . 
À Karpovka, le débit annuel moyen ou module observé sur cette période était de 4,82 m3/s pour une surface de drainage de 13 680 km2, soit la quasi-totalité du bassin versant de la rivière. La lame d'eau d'écoulement annuel dans le bassin se montait de ce fait à 11,5 millimètres, ce qui est très faible, et résulte de la rareté des précipitations sur l'ensemble de son bassin.
Le débit moyen mensuel du Tchar observé en février (minimum d'étiage) est de 0,09 m3/s (90 litres), soit environ 0,3 % du débit moyen du mois d'avril (31,3 m3/s), ce qui souligne l'extrême amplitude des variations saisonnières. Et les écarts de débits mensuels peuvent être encore bien plus importants d'après les années : sur la durée d'observation de 10 ans, le débit mensuel minimal a été de 0,00 m3/s durant l'hiver 1986-1987, tandis que le débit mensuel maximal s'élevait à 82,5 m3/s en avril 1978.
En ce qui concerne la période libre de glace (de mai à octobre inclus), le débit minimal observé a été de 0,02 m3/s (20 litres) en septembre 1980, ce qui implique de très sévères étiages d'été.  
On constate de fortes disparités d'écoulement d'après les années. Ainsi le débit annuel moyen se montait à 9,12 m3/s en 1986, et n'était que de 1,30 m3/s en 1981.